# Модель дифузії Басса
Модель Басса або модель дифузії Басса була розвинена Френком Бассом. Вона складається із простого диференціального рівняння, що описує процес того, як інновації приймаються населенням. Модель є обґрунтуванням того, як взаємодіють нововведення і потенційне введення нового продукту. Основною передумовою моделі є те, що нововведення можуть бути класифіковані як новатори або ж як імітатори; швидкість і хронометраж запозичення залежить від рівня інновативності й рівня імітації серед запозичень. Модель Басса широко використовується у прогнозуванні, особливо у передбаченні продажів нових товарів іпрогнозуванні технологій. З математичної точки зору, модель дифузії Басса є рівнянням Ріккаті зі сталими коефіцієнтами.
У 1969 Френк Басс опублікував статтю про нову модель росту продукції для споживчих товарів тривалого користування.:1833 Перед цим Еверетт Роджерс опублікував Дифузію інновацій, впливову роботу, що описала різні рівні прийняття й адаптації продукту. Басс вніс декілька математичних ідей до цієї концепції.

## Формулювання моделі
{\displaystyle {\frac {f(t)}{1-F(t)}}=p+qF(t)}
де:
- {\displaystyle \ f(t)}— функція зміни встановленої базової частини
- {\displaystyle \ F(t)}  - функція встановленої базової частини
- {\displaystyle \ p}  - коефіцієнт інновацій
- {\displaystyle \ q}  - коефіцієнт імітації

Продажі {\displaystyle \ S(t)}— швидкість зміни встановленої бази (тобто запозичення){\displaystyle \ f(t)} помножена на граничний потенціал ринку{\displaystyle \ m}:
{\displaystyle \ S(t)=mf(t)}
{\displaystyle \ S(t)=m{\frac {(p+q)^{2}}{p}}{\frac {e^{-(p+q)t}}{(1+{\frac {q}{p}}e^{-(p+q)t})^{2}}}}
Час пікових продажів{\displaystyle \ t^{*}}
{\displaystyle \ t^{*}={\frac {\ln q-\ln p}{p+q}}}

### Пояснення
Коефіцієнт p називається коефіцієнтом інновації, зовнішніх впливів або ефекту реклами. Коефіцієнт q називається коефіцієнтом імітації, внутрішніх впливів або ефекту «з вуст в уста».
Типові значення p і q, коли t вимірюється в роках:
- Було встановлено, що середнє значення p = 0.03, крім того, воно часто буває меншим за 0.01
- Виявлено, що середнє значення q = 0.38, з типовим розмахом між 0.3 та 0.5

## Розширення моделі

### Загальна модель Басса (із ціноутворенням)
Басс встановив, що для його моделі підходять дані з майже будь-яких запроваджень продуктів, попри широкий діапазон змінних управлінських рішень, наприклад, ціноутворення та рекламування. Це означає, що змінні рішень можуть зміщувати криву Басса в часі, але форма кривої є завжди однаковою.
Хоча було запропоновано багато розширень моделі, лише одна із них зводиться до моделі Басса за звичайних обставин.
Ця модель була створена 1994 року Френком Бассом, Трічі Крішном та Діраком Джейном:
{\displaystyle {\frac {f(t)}{1-F(t)}}=(p+{q}F(t))x(t)}
де {\displaystyle \ x(t)}— функція процентної зміни в ціні й у інших зміних.

### Наступні покоління
Технологічні продукти змінюють один одного в поколіннях. Нортон і Басс розширили модель в 1987 році для реалізації продукції з неперервними повторними покупками. Формулювання моделі для трьох поколінь полягає в наступному:
{\displaystyle \ S_{1,t}=F(t_{1})m_{1}(1-F(t_{2}))}
{\displaystyle \ S_{2,t}=F(t_{2})(m_{2}+F(t_{1})m_{1})(1-F(t_{3}))}
{\displaystyle \ S_{3,t}=F(t_{3})(m_{3}+F(t_{2})(m_{2}+F(t_{1})m_{1}))}
де
- {\displaystyle \ m_{i}=a_{i}M_{i}}
- {\displaystyle \ M_{i}}— інкрементна кількість кінцевих інновацій i-того покоління продукту
- {\displaystyle \ a_{i}}— середня швидкість здійснення неперервних повторних покупок з-посеред і-того покоління продуктів
- {\displaystyle \ t_{i}}— час з моменту представлення i-того покоління продукту
- {\displaystyle \ F(t_{i})={\frac {1-e^{-(p+q)t_{i}}}{1+{\frac {q}{p}}e^{-(p+q)t_{i}}}}}

Було виявлено, що значення p і q зазвичай однакові між наступними поколіннями.

### Зв'язок з іншими s-кривими
Існують два особливих випадки моделі дифузії Басса.
- Перший особливий випадок відбувається, коли q=0, коли модель зводиться до експоненційного розподілу.
- Другий особливий випадок зводить модель до логістичного розподілу, коли p=0.

Модель Басса є особливим випадком гамма/зміщеного розподілу Гомпертца (1994)
Використання в соціальних мережах Стрімкий недавній (із початку 2007 року) ріст соціальних мереж (та інших віртуальних спільнот) призвело до підвищеного використання моделі дифузії Басса. Модель дифузії Басса використовується для оцінювання розміри та швидкість росту даних соціальних мереж. Робота Christian Bauchkage і співавторів показує, що модель Басса передбачає більш песимістичну картину майбутнього, ніж альтернативні моделі, такі, як розподіл Вейлбула і зміщеного розподілу Гомпертца.

## Використання моделі
Ця модель є однією із найбільш використовуваних емпіричних узагальнень в області маркетингу; станом на грудень 2014 року була випущена стаття «A New Product Growth for Model Consumer Durables», опублікована в Management Science й була приблизно 5740 разів процитована в Google Scholar.
Ця модель стала досить впливовою в маркетингу і науці управління. У 2004 році вона була обрана як одна із десяти найбільш часто цитованих статей за 50-літню історію Management Science. Вона зайняла п'яту позицію й стала єдиною статтею з маркетингу у списку. Згодом стаття була передрукована у виданні Management Science від грудня 2004.
Крім того, прогнозування актуальності інновацій в рамках проблем України здійснюється українськими вченими, наприклад, ЛНУ ім. Франка.